# Johan Bergenstierna
Johan Bergenstierna, född 6 november 1709, död 28 februari 1761 i Stockholm, var en svensk adelsman och hovman.

## Biografi
Johan Bergenstierna föddes 1709. Han var son till bergsrådet Johan Bergenstierna och Adelheid Plaan. Bergenstierna blev 10 december 1728 extra ordinarie kanslist i justitieexpeditionen och 25 maj 1737 kopist i justitieexpeditionen. Han blev 5 augusti 1737 hovjunkare och fick27 april 1741 ceremonimästares namn, heder och värdighet. Bergenstierna blev 11 november 1741 kanslist hos justitiekanslern och tog avsked 1742. Han blev 1 september 1742 ceremonimästare, 15 november 1744 kammarherre och 27 april 1748 överceremonimästare. Bergenstierna avled 1761 i Stockholm.

### Familj
Bergenstierna gifte sig 12 maj 1743 i Stockholm med Inga Feif (1725–1770), dotter till handelsmannen Jakob Feif och Eva Insenstierna. De fick tillsammans barnen hovjunkaren Adolf Fredrik Bergenstierna (1745–1790), Ulrika Vilhelmina Bergenstierna (1749–1810) och Johan Jakob Bergenstierna (1755–1755). Efter Bergenstiernas död gifte Inga Feif om sig med kaptenen Georg Elias von Heijne.